# Julius van den Berg
Julius van den Berg (Purmerend, 23 de octubre de 1996) es un ciclista profesional neerlandés que desde 2024 corre para el equipo Team Picnic PostNL.

## Palmarés
2018
- 1 etapa del Tour de Normandía[2]
- 1 etapa del Tour de Bretaña[3]
- Vuelta a Holanda Septentrional
- Midden Brabant-Poort Omloop

2021
- 1 etapa del Tour de Polonia

## Resultados en Grandes Vueltas
| Carrera | Carrera         | 2015 | 2016 | 2017 | 2018 | 2019 | 2020  | 2021  | 2022  | 2023  | 2024  |
| ------- | --------------- | ---- | ---- | ---- | ---- | ---- | ----- | ----- | ----- | ----- | ----- |
|         | Giro de Italia  | —    | —    | —    | —    | —    | —     | 125.º | 140.º | —     | Ab.   |
|         | Tour de Francia | —    | —    | —    | —    | —    | —     | —     | —     | —     | —     |
|         | Vuelta a España | —    | —    | —    | —    | —    | 126.º | —     | 130.º | 120.º | 131.º |

—: no participa

Ab.: abandono